# さんかく座デルタ星
さんかく座δ星（さんかくざデルタせい）は、さんかく座の方角に約35光年の位置にある分光連星系である。この系は、ヘルクレス座ζ星の運動星団の一部である。

## 恒星系
リック天文台のグループによる1910年の観測で初めて視線速度が時間によって変化することが発見され、追観測によって分光連星であることが明らかになった。ウィルソン山天文台のMark III干渉計による観測で、公転軌道を2次元で視覚化することはできたが、スペックル干渉法や補償光学などを用いても、主星と伴星を分離した画像は得られていない。
主星は黄色のG型主系列星で、伴星は橙色のK型主系列星であると考えられている。主星は太陽程度の質量を持つ。2つの恒星の軌道が近いために、伴星であるさんかく座δ星Bのスペクトルの特徴は良く判別できず、スペクトル型の推定にはG9VからK4Vまで幅がある。
さんかく座δ星系では、主星と伴星が共通重心の周りを回っている。恒星Aから共通重心までの距離は約0.049天文単位で、恒星Bは共通重心から約0.057天文単位である。10.02日間かけてお互いの周りを、軌道離心率0.020程度のほぼ円軌道を描いて公転している。軌道傾斜角は約167°である。
スピッツァー宇宙望遠鏡による観測では、恒星からの放射で予想される以上の強度の遠赤外線は検出されず、恒星を取り巻く星周塵の円盤などは存在しないと思われる。

## 距離と見え方
さんかく座δ星系から最も近い恒星は赤色矮星のグリーゼ3147で、約1.8光年離れている。最も近い既知の惑星系はアンドロメダ座υ星の系で、約11光年離れている。また、系から見える最も明るい恒星はカペラで、-1等級の黄色い星に見える。太陽は、ケンタウルス座β星やシリウスの近くの暗い星として見られる。